# Berga (Sassonia-Anhalt)
Berga è un comune tedesco situato nel land della Sassonia-Anhalt.